# Gymnopleurus plicatulus
Gymnopleurus plicatulus är en skalbaggsart som beskrevs av Leon Fairmaire 1890. Gymnopleurus plicatulus ingår i släktet Gymnopleurus och familjen bladhorningar. Inga underarter finns listade i Catalogue of Life.